# Salvatore Mannone
Salvatore Mannone (Salemi, 4 febbraio 1958) è un giocatore di biliardo italiano.
Coniugato con tre figli, siciliano trapiantato a 16 anni in Lombardia è uno tra i maggiori giocatori di biliardo nelle categoria cinque birilli e nove birilli.
Si avvicina al biliardo, quasi per caso, all'età di 24 anni. Per il suo stile di gioco viene considerato dai colleghi giocatori uno degli atleti più eleganti sul panno verde.
Singolarmente nel 1993 ha vinto la prima coppa del mondo della categoria professionisti (World Cup Pro - 5 Birilli) e successivamente il Campionato Italiano categoria Nazionale-Pro della stagione 2010/2011.
Gioca nella categoria Master dei campionati Fibis.

## World Cup Pro - 5 Birilli
Nel 1993, a Cannes, ha vinto la prima edizione del campionato del mondo della categoria professionisti. La finale fu giocata con Gustavo Adrian Zito uno dei giocatori simbolo di quell’epoca, un professionista del biliardo fra i più forti di sempre. In quegli anni si giocava al meglio delle nove partite e Mannone si aggiudicò l'ultima sfida in una vera e propria battaglia punto a punto.
Queste competizioni - che in tutto furono quattro - erano state create dalla Billiard Master Association (BMA), un’organizzazione che aveva l’obiettivo di dare visibilità, specie negli anni 90, al biliardo professionistico a livello mondiale, tramite il supporto televisivo dell’allora pay-Tv di punta TELE+.

## Superquark
Nel 2002 nel corso della trasmissione televisiva ideata e condotta da Piero Angela su Raiuno Superquark il campione italiano Salvatore Mannone ed il campione del mondo argentino Gustavo Torregiani  spiegarono, con delle straordinarie esibizioni, i misteriosi segreti della professione nella rubrica “Come si fa”. I due fuoriclasse del tavolo verde, in quell'occasione, ebbero la possibilità di raccontare la passione, gli studi, le tecniche, i segreti del biliardo, un gioco dalle regole precise che richiede conoscenza geometriche, fantasia e particolare concentrazione.

## Calcio e Biliardo
Calcisticamente interista, Salvatore Mannone, nel corso della sua carriera, ha, tuttavia, trascorso diversi pomeriggi a Milanello, sfidando i giocatori del Milan, Sebastiano Rossi, Zvonimir Boban, Demetrio Albertini e Roberto Donadoni.

## Palmarès
- 1993 World Cup Pro - 5 birilli
- 2006 Campione d'Italia a squadre
- 2006 Campione d'Europa a squadre
- 2008 Campionato italiano a Squadre (Saint Vincent)
- 2011 Campionato italiano Professionisti (Saint Vincent)
- 2011 Campione italiano Aics (Altavilla Vicentina)

## BTP
Vittorie complessive nel circuito
- Stagione 2006/2007 (Messina)
- Stagione 2010/2011 (Como)
- Stagione 2011/2012 (Lecce)
- Stagione 2013/2014 (Torino)